# Europees kampioenschap voetbal vrouwen 2025
Het Europees kampioenschap voetbal vrouwen 2025 was de veertiende editie van het Europees continentaal kampioenschap voetbal voor vrouwen. Het was de derde editie met 16 landen, sinds de uitbreiding in 2017. Op 4 april 2023 werd Zwitserland gekozen voor het organiseren van het toernooi. Engeland was de titelverdediger en wist deze te prolongeren door Spanje in de finale na strafschoppen met 3-1 te verslaan. Polen en Wales debuteerden op een eindtoernooi voor vrouwen.

## Organisatie
Voor augustus 2022 moesten landen hun aanvraag indienen bij de UEFA. Wanneer ze een bod in wilden dienen, moest dit in oktober 2022 gebeurd zijn. In april 2023 wees de UEFA het gastland toe.

### Geïnteresseerde landen
- Polen – Op 3 juni 2021 gaf Zbigniew Boniek, hoofd van de Poolse voetbalbond, aan dat de bond een bod bij de UEFA had ingediend om het Europees kampioenschap voetbal vrouwen in 2025 te mogen organiseren. Hij verwees hierbij naar het feit dat vrouwenvoetbal in veel Europese steeds populairder wordt, waaronder ook in Polen.[5]
- Denemarken,  Finland,  Noorwegen en  Zweden – Op 15 oktober 2021 maakte de Deense voetbalbond bekend dat de Noordse landen met steun van IJsland en de Faeröer hun gezamenlijke bod voor 2025 hadden bevestigd bij de UEFA.[6][7] Op 6 april 2022 werd de aanvraag officieel ingediend,[8] met de speelsteden verdeeld over meerdere gastlanden.[9] Op 12 april 2022 sprak de Zweedse regering haar steun uit.[10] Finland sloot zich op 12 oktober 2022 ook aan bij het gezamenlijke bod.
- Frankrijk – Op 3 februari 2022 bevestigden de Franse voetbalbond en voorzitter Noël Le Graët dat Frankrijk een bod had ingediend voor de organisatie.[11]
- Zwitserland – Op 27 november 2021 kondigde de Zwitserse voetbalbond via sociale media aan dat het zich kandidaat gaat stellen voor de organisatie van het EK in 2025. Op 23 maart 2022 volgde de aankondiging dat Liechtenstein zich bij het bod van Zwitserland zou voegen,[12] maar trok zich later hiervan terug.

### Geannuleerde biedingen
- Denemarken – Aanvankelijk werkte Denemarken sinds 2018 aan het zelfstandig indienen van een bod,[6] maar uiteindelijk koos het voor een gezamenlijk bod met de Scandinavische landen[2] en stopte het met het eigen plan, mede vanwege de toegenomen eisen vanuit de UEFA en de toegenomen interesse in het vrouwenvoetbal.[13]
- Oekraïne – De Oekraïense voetbalbond kondigde in november 2021 aan een bod te willen indienen voor de organisatie,[3] maar door de Russische invasie van Oekraïne eind februari 2022 kwam dit plan op losse schroeven te staan.

### Uitslag
| Organiserende land                       | Stemmen | Stemmen  | Stemmen | Stadions    | Eerder                                                                                           |
| Organiserende land                       | Ronde 1 | Tiebreak | Ronde 2 | Stadions    | Eerder                                                                                           |
| ---------------------------------------- | ------- | -------- | ------- | ----------- | ------------------------------------------------------------------------------------------------ |
| Zwitserland                              | 4       | 6        | 9       | 9 stadions  | Nooit eerder georganiseerd                                                                       |
| Denemarken, Finland, Noorwegen en Zweden | 4       | 4        | 4       | 9 stadions  | 1987 (Noorwegen), 1991 (Denemarken), 1997 (Noorwegen en Zweden), 2009 (Finland) en 2013 (Zweden) |
| Polen                                    | 4       | 3        | —       | 10 stadions | Nooit eerder georganiseerd                                                                       |
| Frankrijk                                | 1       | —        | —       | 8 stadions  | Nooit eerder georganiseerd                                                                       |

## Kwalificatie

Gekwalificeerd voor deelname
Niet gekwalificeerd
Deed niet mee aan het kwalificatietoernooi
Geschorst door de UEFA

In april 2024 startte het kwalificatietoernooi, waarbij vijftien landen zich konden plaatsen voor het eindtoernooi. Zwitserland was als gastland automatisch geplaatst. Vanwege de Russische invasie van Oekraïne was Rusland uitgesloten van deelname. In oktober, november en december 2024 werden de play-offs gespeeld, waarbij de laatste zeven overgebleven plaatsen werden vergeven.

### Geplaatste teams
| Land        | Gekwalificeerd als | Datum kwalificatie | Voorgaande deelnames                                                        |
| ----------- | ------------------ | ------------------ | --------------------------------------------------------------------------- |
| Zwitserland | Gastland           | 4 april 2023       | 2 (2017, 2022)                                                              |
| Duitsland   | Winnaar Groep A4   | 4 juni 2024        | 11 (1989, 1991, 1993, 1995, 1997, 2001, 2005, 2009, 2013, 2017, 2022)       |
| Spanje      | Winnaar Groep A2   | 4 juni 2024        | 4 (1997, 2013, 2017, 2022)                                                  |
| IJsland     | Tweede Groep A4    | 12 juli 2024       | 4 (2009, 2013, 2017, 2022)                                                  |
| Denemarken  | Tweede Groep A2    | 12 juli 2024       | 10 (1984, 1991, 1993, 1997, 2001, 2005, 2009, 2013, 2017, 2022)             |
| Frankrijk   | Winnaar Groep A3   | 12 juli 2024       | 7 (1997, 2001, 2005, 2009, 2013, 2017, 2022)                                |
| Engeland    | Tweede Groep A3    | 16 juli 2024       | 9 (1984, 1987, 1995, 2001, 2005, 2009, 2013, 2017, 2022)                    |
| Italië      | Winnaar Groep A1   | 16 juli 2024       | 12 (1984, 1987, 1989, 1991, 1993, 1997, 2001, 2005, 2009, 2013, 2017, 2022) |
| Nederland   | Tweede Groep A1    | 16 juli 2024       | 4 (2009, 2013, 2017, 2022)                                                  |
| Portugal    | Winnaar play-offs  | 3 december 2024    | 2 (2017, 2022)                                                              |
| Noorwegen   | Winnaar play-offs  | 3 december 2024    | 12 (1987, 1989, 1991, 1993, 1995, 1997, 2001, 2005, 2009, 2013, 2017, 2022) |
| Finland     | Winnaar play-offs  | 3 december 2024    | 4 (2005, 2009, 2013, 2022)                                                  |
| Polen       | Winnaar play-offs  | 3 december 2024    | 0 (debuut)                                                                  |
| Zweden      | Winnaar play-offs  | 3 december 2024    | 11 (1984, 1987, 1989, 1995, 1997, 2001, 2005, 2009, 2013, 2017, 2022)       |
| België      | Winnaar play-offs  | 3 december 2024    | 2 (2017, 2022)                                                              |
| Wales       | Winnaar play-offs  | 3 december 2024    | 0 (debuut)                                                                  |

### Loting groepsfase
De loting voor de groepsfase vond op 16 december 2024 plaats in het SwissTech Convention Center in Lausanne, waarbij Zwitserland als groepshoofd in groep A werd ingedeeld. 
Alle deelnemende landen werden verdeeld over vier groepen van vier landen, met het gastland op positie A1. De andere landen werden op basis van de resultaten in het kwalificatietoernooi over de vier onderstaande potten verdeeld.
| Land          | Pos |
| ------------- | --- |
| Zwitserland G | 19  |
| Spanje        | 1   |
| Duitsland     | 2   |
| Frankrijk     | 3   |

| Land       | Pos |
| ---------- | --- |
| Italië     | 4   |
| IJsland    | 5   |
| Denemarken | 6   |
| Engeland   | 7   |

| Land      | Pos |
| --------- | --- |
| Nederland | 8   |
| Zweden    | 9   |
| Noorwegen | 10  |
| België    | 12  |

| Land     | Pos |
| -------- | --- |
| Finland  | 13  |
| Polen    | 16  |
| Portugal | 17  |
| Wales    | 20  |

## Scheidsrechters
Op 1 april 2025 maakte de UEFA bekend welke officials waren geselecteerd voor het toernooi. Door de UEFA werden er in totaal 13 scheidsrechters, 26 assistent-scheidsrechters, drie vierde officials en 16 videoscheidsrechters geselecteerd. Daarnaast werd er als onderdeel van de samenwerking met de Zuid-Amerikaanse CONMEBOL een volledig arbitraal team uit Brazilië geselecteerd.
Scheidsrechters
- Edina Alves Batista
- Frida Klarlund
- Stéphanie Frappart
- Katalin Kulcsár
- Maria Sole Ferrieri Caputi
- Silvia Gasperotti
- Ivana Martinčić
- Catarina Campos
- Iuliana Demetrescu
- Alina Peşu
- Marta Huerta de Aza
- Tess Olofsson
- Désirée Grundbacher

Assistent-scheidsrechters
- Ainhoa Fernández
- Neuza Back
- Fabrini Bevilaqua
- Fie Bruun
- Emily Carney
- Heini Hyvönen
- Camille Soriano
- Anita Vad
- Francesca Di Monte
- Sanja Rođak-Karšić
- Irina Pozdejeva
- Franca Overtoom
- Monica Løkkeberg
- Svitlana Hroesjko
- Amina Gutschi
- Paulina Baranowska
- Andreia Ferreira Sousa
- Vanessa Gomes
- Daniela Constantinescu
- Mihaela Țepușă
- Eliana Fernández
- Guadalupe Porras Ayuso
- Staša Špur
- Almira Spahić
- Susanne Küng
- Linda Schmid

Vierde officials
- Hristiana Guteva
- Shona Shukrula
- Olatz Rivera Olmedo

Videoscheidsrechters
- Christian Dingert
- Katrin Rafalski
- Jarred Gillett
- Sian Massey-Ellis
- Willy Delajod
- Tamás Bognár
- Aleandro Di Paolo
- Dennis Higler
- Tiago Martins
- Cătălin Popa
- Jelena Cvetković
- Momčilo Marković
- Alen Borošak
- Guillermo Cuadra Fernández
- Judit Romano García
- Fedayi San

## Speelsteden
Voor het Zwitserse bid werden acht speelsteden en stadions ingediend:
- Bazel – St. Jakob-Park (38.512 toeschouwers)
- Bern – Stadion Wankdorf (31.783 toeschouwers)
- Genève – Stade de Genève (30.084 toeschouwers)
- Zürich – Letzigrund (26.104 toeschouwers)
- Sankt Gallen – Kybunpark (19.694 toeschouwers)
- Luzern – Swissporarena (16.800 toeschouwers)
- Sion – Stade de Tourbillon (16.263 toeschouwers)
- Thun – Stockhorn Arena (10.398 toeschouwers)

## Groepsfase

### Groep A
| Pos | Team            | Wed | W | G | V | Ptn | DV | DT | +/− | Kwalificatie           |
| --- | --------------- | --- | - | - | - | --- | -- | -- | --- | ---------------------- |
| 1   | Noorwegen       | 3   | 3 | 0 | 0 | 9   | 8  | 5  | +3  | Naar de volgende ronde |
| 2   | Zwitserland (G) | 3   | 1 | 1 | 1 | 4   | 4  | 3  | +1  | Naar de volgende ronde |
| 3   | Finland         | 3   | 1 | 1 | 1 | 4   | 3  | 3  | 0   |                        |
| 4   | IJsland         | 3   | 0 | 0 | 3 | 0   | 3  | 7  | −4  |                        |

|                           |                       |         |            |                                                                           |
| 2 juli 2025 18.00 (UTC+2) | IJsland               | 0 – 1   | Finland    | Stockhorn Arena, Thun Toeschouwers: 7.683 Scheidsrechter: Katalin Kulcsár |
| 2 juli 2025 18.00 (UTC+2) | Antonsdóttir 52', 58' | Verslag | 70' Kosola | Stockhorn Arena, Thun Toeschouwers: 7.683 Scheidsrechter: Katalin Kulcsár |

|                           |             |         |                                  |                                                                       |
| 2 juli 2025 21.00 (UTC+2) | Zwitserland | 1 – 2   | Noorwegen                        | St. Jakob-Park, Bazel Toeschouwers: 34.063 Scheidsrechter: Alina Peşu |
| 2 juli 2025 21.00 (UTC+2) | Riesen 28'  | Verslag | 54' Hegerberg 58' (e.d.) Stierli | St. Jakob-Park, Bazel Toeschouwers: 34.063 Scheidsrechter: Alina Peşu |

|                           |                                     |         |              |                                                                                 |
| 6 juli 2025 18.00 (UTC+2) | Noorwegen                           | 2 – 1   | Finland      | Stade de Tourbillon, Sion Toeschouwers: 7.376 Scheidsrechter: Silvia Gasperotti |
| 6 juli 2025 18.00 (UTC+2) | Nyström 3' (e.d.) Graham Hansen 84' | Verslag | 32' Sevenius | Stade de Tourbillon, Sion Toeschouwers: 7.376 Scheidsrechter: Silvia Gasperotti |

|                           |                          |         |         |                                                                                 |
| 6 juli 2025 21.00 (UTC+2) | Zwitserland              | 2 – 0   | IJsland | Stadion Wankdorf, Bern Toeschouwers: 29.658 Scheidsrechter: Marta Huerta de Aza |
| 6 juli 2025 21.00 (UTC+2) | Reuteler 76' Pilgrim 90' | Verslag |         | Stadion Wankdorf, Bern Toeschouwers: 29.658 Scheidsrechter: Marta Huerta de Aza |

|                            |                   |         |                |                                                                                 |
| 10 juli 2025 21.00 (UTC+2) | Finland           | 1 – 1   | Zwitserland    | Stade de Genève, Genève Toeschouwers: 26.388 Scheidsrechter: Stéphanie Frappart |
| 10 juli 2025 21.00 (UTC+2) | Kuikka 79' (pen.) | Verslag | 90+2' Xhemaili | Stade de Genève, Genève Toeschouwers: 26.388 Scheidsrechter: Stéphanie Frappart |

|                            |                                                  |         |                                                          |                                                                      |
| 10 juli 2025 21.00 (UTC+2) | Noorwegen                                        | 4 – 3   | IJsland                                                  | Stockhorn Arena, Thun Toeschouwers: 7.859 Scheidsrechter: Alina Peşu |
| 10 juli 2025 21.00 (UTC+2) | Gaupset 15', 26' Maanum 49', 76' Lund 64', 90+4' | Verslag | 6' Jónsdóttir 84' Eiríksdóttir 90+5' (pen.) Viggósdóttir | Stockhorn Arena, Thun Toeschouwers: 7.859 Scheidsrechter: Alina Peşu |

### Groep B
| Pos | Team     | Wed | W | G | V | Ptn | DV | DT | +/− | Kwalificatie           |
| --- | -------- | --- | - | - | - | --- | -- | -- | --- | ---------------------- |
| 1   | Spanje   | 3   | 3 | 0 | 0 | 9   | 14 | 3  | +11 | Naar de volgende ronde |
| 2   | Italië   | 3   | 1 | 1 | 1 | 4   | 3  | 4  | −1  | Naar de volgende ronde |
| 3   | België   | 3   | 1 | 0 | 2 | 3   | 4  | 8  | −4  |                        |
| 4   | Portugal | 3   | 0 | 1 | 2 | 1   | 2  | 8  | −6  |                        |

|                           |        |         |            |                                                                                   |
| 3 juli 2025 18.00 (UTC+2) | België | 0 – 1   | Italië     | Stade de Tourbillon, Sion Toeschouwers: 7.544 Scheidsrechter: Désirée Grundbacher |
| 3 juli 2025 18.00 (UTC+2) |        | Verslag | 44' Caruso | Stade de Tourbillon, Sion Toeschouwers: 7.544 Scheidsrechter: Désirée Grundbacher |

|                           |                                                            |         |          |                                                                                |
| 3 juli 2025 21.00 (UTC+2) | Spanje                                                     | 5 – 0   | Portugal | Stadion Wankdorf, Bern Toeschouwers: 29.520 Scheidsrechter: Iuliana Demetrescu |
| 3 juli 2025 21.00 (UTC+2) | González 2', 43' López 7' Putellas 41' Martín-Prieto 90+3' | Verslag |          | Stadion Wankdorf, Bern Toeschouwers: 29.520 Scheidsrechter: Iuliana Demetrescu |

|                           |                                                                   |         |                                |                                                                           |
| 7 juli 2025 18.00 (UTC+2) | Spanje                                                            | 6 – 2   | België                         | Stockhorn Arena, Thun Toeschouwers: 7.961 Scheidsrechter: Katalin Kulcsár |
| 7 juli 2025 18.00 (UTC+2) | Putellas 22', 86' Paredes 39' González 52' Caldentey 61' Pina 81' | Verslag | 24' Vanhaevermaet 51' Eurlings | Stockhorn Arena, Thun Toeschouwers: 7.961 Scheidsrechter: Katalin Kulcsár |

|                           |                             |         |             |                                                                              |
| 7 juli 2025 21.00 (UTC+2) | Portugal                    | 1 – 1   | Italië      | Stade de Genève, Genève Toeschouwers: 22.713 Scheidsrechter: Ivana Martinčić |
| 7 juli 2025 21.00 (UTC+2) | Gomes 89' Borges 75', 90+6' | Verslag | 70' Girelli | Stade de Genève, Genève Toeschouwers: 22.713 Scheidsrechter: Ivana Martinčić |

|                            |              |         |                                              |                                                                                |
| 11 juli 2025 21.00 (UTC+2) | Italië       | 1 – 3   | Spanje                                       | Stadion Wankdorf, Bern Toeschouwers: 29.644 Scheidsrechter: Iuliana Demetrescu |
| 11 juli 2025 21.00 (UTC+2) | Oliviero 10' | Verslag | 14' Del Castillo 49' Guijarro 90+1' González | Stadion Wankdorf, Bern Toeschouwers: 29.644 Scheidsrechter: Iuliana Demetrescu |

|                            |                |         |                          |                                                                             |
| 11 juli 2025 21.00 (UTC+2) | Portugal       | 1 – 2   | België                   | Stade de Tourbillon, Sion Toeschouwers: 7.515 Scheidsrechter: Tess Olofsson |
| 11 juli 2025 21.00 (UTC+2) | Encarnação 87' | Verslag | 3' Wullaert 90+6' Cayman | Stade de Tourbillon, Sion Toeschouwers: 7.515 Scheidsrechter: Tess Olofsson |

### Groep C
| Pos | Team       | Wed | W | G | V | Ptn | DV | DT | +/− | Kwalificatie           |
| --- | ---------- | --- | - | - | - | --- | -- | -- | --- | ---------------------- |
| 1   | Zweden     | 3   | 3 | 0 | 0 | 9   | 8  | 1  | +7  | Naar de volgende ronde |
| 2   | Duitsland  | 3   | 2 | 0 | 1 | 6   | 5  | 5  | 0   | Naar de volgende ronde |
| 3   | Polen      | 3   | 1 | 0 | 2 | 3   | 3  | 7  | −4  |                        |
| 4   | Denemarken | 3   | 0 | 0 | 3 | 0   | 3  | 6  | −3  |                        |

|                           |            |         |               |                                                                                  |
| 4 juli 2025 18.00 (UTC+2) | Denemarken | 0 – 1   | Zweden        | Stade de Genève, Genève Toeschouwers: 17.319 Scheidsrechter: Edina Alves Batista |
| 4 juli 2025 18.00 (UTC+2) |            | Verslag | 55' Angeldahl | Stade de Genève, Genève Toeschouwers: 17.319 Scheidsrechter: Edina Alves Batista |

|                           |                        |         |       |                                                                                 |
| 4 juli 2025 21.00 (UTC+2) | Duitsland              | 2 – 0   | Polen | Kybunpark, Sankt Gallen Toeschouwers: 15.972 Scheidsrechter: Stéphanie Frappart |
| 4 juli 2025 21.00 (UTC+2) | Brand 52' Schüller 66' | Verslag |       | Kybunpark, Sankt Gallen Toeschouwers: 15.972 Scheidsrechter: Stéphanie Frappart |

|                           |                                |         |                |                                                                            |
| 8 juli 2025 18.00 (UTC+2) | Duitsland                      | 2 – 1   | Denemarken     | Swissporarena, Luzern Toeschouwers: 34.165 Scheidsrechter: Catarina Campos |
| 8 juli 2025 18.00 (UTC+2) | Nüsken 56' (pen.) Schüller 66' | Verslag | 26' Vangsgaard | Swissporarena, Luzern Toeschouwers: 34.165 Scheidsrechter: Catarina Campos |

|                           |       |         |                                         |                                                                                       |
| 8 juli 2025 21.00 (UTC+2) | Polen | 0 – 3   | Zweden                                  | St. Jakob-Park, Bazel Toeschouwers: 14.176 Scheidsrechter: Maria Sole Ferrieri Caputi |
| 8 juli 2025 21.00 (UTC+2) |       | Verslag | 28' Blackstenius 52' Asllani 77' Hurtig | St. Jakob-Park, Bazel Toeschouwers: 14.176 Scheidsrechter: Maria Sole Ferrieri Caputi |

|                            |                                                           |         |                     |                                                                           |
| 12 juli 2025 21.00 (UTC+2) | Zweden                                                    | 4 – 1   | Duitsland           | Letzigrund, Zürich Toeschouwers: 22.552 Scheidsrechter: Silvia Gasperotti |
| 12 juli 2025 21.00 (UTC+2) | Blackstenius 12' Holmberg 25' Rolfö 34' (pen.) Hurtig 80' | Verslag | 7' Brand 31' Wamser | Letzigrund, Zürich Toeschouwers: 22.552 Scheidsrechter: Silvia Gasperotti |

|                            |                                      |         |                       |                                                                                |
| 12 juli 2025 21.00 (UTC+2) | Polen                                | 3 – 2   | Denemarken            | Swissporarena, Luzern Toeschouwers: 14.213 Scheidsrechter: Olatz Rivera Olmedo |
| 12 juli 2025 21.00 (UTC+2) | Padilla 13' Pajor 20' Wiankowska 76' | Verslag | 59' Thomsen 83' Bruun | Swissporarena, Luzern Toeschouwers: 14.213 Scheidsrechter: Olatz Rivera Olmedo |

### Groep D
| Pos | Team      | Wed | W | G | V | Ptn | DV | DT | +/− | Kwalificatie           |
| --- | --------- | --- | - | - | - | --- | -- | -- | --- | ---------------------- |
| 1   | Frankrijk | 3   | 3 | 0 | 0 | 9   | 11 | 4  | +7  | Naar de volgende ronde |
| 2   | Engeland  | 3   | 2 | 0 | 1 | 6   | 11 | 3  | +8  | Naar de volgende ronde |
| 3   | Nederland | 3   | 1 | 0 | 2 | 3   | 5  | 9  | −4  |                        |
| 4   | Wales     | 3   | 0 | 0 | 3 | 0   | 2  | 13 | −11 |                        |

|                           |       |         |                                     |                                                                           |
| 5 juli 2025 18.00 (UTC+2) | Wales | 0 – 3   | Nederland                           | Swissporarena, Luzern Toeschouwers: 14.147 Scheidsrechter: Frida Klarlund |
| 5 juli 2025 18.00 (UTC+2) |       | Verslag | 45+3' Miedema 48' Pelova 57' Brugts | Swissporarena, Luzern Toeschouwers: 14.147 Scheidsrechter: Frida Klarlund |

|                           |                          |         |           |                                                                       |
| 5 juli 2025 21.00 (UTC+2) | Frankrijk                | 2 – 1   | Engeland  | Letzigrund, Zürich Toeschouwers: 22.542 Scheidsrechter: Tess Olofsson |
| 5 juli 2025 21.00 (UTC+2) | Katoto 36' Baltimore 39' | Verslag | 87' Walsh | Letzigrund, Zürich Toeschouwers: 22.542 Scheidsrechter: Tess Olofsson |

|                           |                                        |         |           |                                                                             |
| 9 juli 2025 18.00 (UTC+2) | Engeland                               | 4 – 0   | Nederland | Letzigrund, Zürich Toeschouwers: 22.600 Scheidsrechter: Edina Alves Batista |
| 9 juli 2025 18.00 (UTC+2) | James 22', 60' Stanway 45+2' Toone 67' | Verslag |           | Letzigrund, Zürich Toeschouwers: 22.600 Scheidsrechter: Edina Alves Batista |

|                           |                                                  |         |              |                                                                                  |
| 9 juli 2025 21.00 (UTC+2) | Frankrijk                                        | 4 – 1   | Wales        | Kybunpark, Sankt Gallen Toeschouwers: 15.886 Scheidsrechter: Désirée Grundbacher |
| 9 juli 2025 21.00 (UTC+2) | Matéo 8' Diani 45+1' (pen.) Majri 53' Geyoro 63' | Verslag | 13' Fishlock | Kybunpark, Sankt Gallen Toeschouwers: 15.886 Scheidsrechter: Désirée Grundbacher |

|                            |                             |         |                                                                  |                                                                            |
| 13 juli 2025 21.00 (UTC+2) | Nederland                   | 2 – 5   | Frankrijk                                                        | St. Jakob-Park, Bazel Toeschouwers: 34.133 Scheidsrechter: Ivana Martinčić |
| 13 juli 2025 21.00 (UTC+2) | Pelova 26' Bacha 41' (e.d.) | Verslag | 22' Toletti 61' Katoto 64', 67' Cascarino 90+2' (pen.) Karchaoui | St. Jakob-Park, Bazel Toeschouwers: 34.133 Scheidsrechter: Ivana Martinčić |

|                            |                                                                           |         |          |                                                                             |
| 13 juli 2025 21.00 (UTC+2) | Engeland                                                                  | 6 – 1   | Wales    | Kybunpark, Sankt Gallen Toeschouwers: 15.953 Scheidsrechter: Frida Klarlund |
| 13 juli 2025 21.00 (UTC+2) | Stanway 13' (pen.) Toone 21' Hemp 30' Russo 44' Mead 72' Beever-Jones 89' | Verslag | 76' Cain | Kybunpark, Sankt Gallen Toeschouwers: 15.953 Scheidsrechter: Frida Klarlund |

## Knock-outfase

Resultaten deelnemers EK 2025
Winnaar
Tweede plaats
Halve finale
Kwartfinale
Groepsfase

### Schema
|  | Kwartfinale        | Kwartfinale      |                   |       | Halve finale | Halve finale |  |  | Finale | Finale |
|  |                    |                  |                   |       |              |              |  |  |        |        |
|  |                    |                  |                   |       |              |              |  |  |        |        |
|  | 17 juli – Zürich   |                  |                   |       |              |              |  |  |        |        |
|  |                    |                  |                   |       |              |              |  |  |        |        |
|  | Zweden             | 2 (2)            |                   |       |              |              |  |  |        |        |
|  | Zweden             | 2 (2)            | 22 juli – Genève  |       |              |              |  |  |        |        |
|  | Engeland (w.n.s.)  | 2 (3)            |                   |       |              |              |  |  |        |        |
|  | Engeland (w.n.s.)  | 2 (3)            | Engeland (w.n.v.) | 2     |              |              |  |  |        |        |
|  | 16 juli – Genève   |                  | Engeland (w.n.v.) | 2     |              |              |  |  |        |        |
|  |                    | Italië           | 1                 |       |              |              |  |  |        |        |
|  | Noorwegen          | Italië           | 1                 | 1     |              |              |  |  |        |        |
|  | Noorwegen          |                  | 27 juli – Bazel   | 1     |              |              |  |  |        |        |
|  | Italië             | 2                |                   |       |              |              |  |  |        |        |
|  | Italië             | 2                | Engeland (w.n.s.) | 1 (3) |              |              |  |  |        |        |
|  | 19 juli – Bazel    |                  | Engeland (w.n.s.) | 1 (3) |              |              |  |  |        |        |
|  |                    | Spanje           | 1 (1)             |       |              |              |  |  |        |        |
|  | Frankrijk          | Spanje           | 1 (1)             | 1 (5) |              |              |  |  |        |        |
|  | Frankrijk          | 23 juli – Zürich |                   | 1 (5) |              |              |  |  |        |        |
|  | Duitsland (w.n.s.) | 1 (6)            |                   |       |              |              |  |  |        |        |
|  | Duitsland (w.n.s.) | 1 (6)            | Duitsland         | 0     |              |              |  |  |        |        |
|  | 18 juli – Bern     |                  | Duitsland         | 0     |              |              |  |  |        |        |
|  |                    | Spanje (w.n.v.)  | 1                 |       |              |              |  |  |        |        |
|  | Spanje             | Spanje (w.n.v.)  | 1                 | 2     |              |              |  |  |        |        |
|  | Spanje             |                  |                   | 2     |              |              |  |  |        |        |
|  | Zwitserland        | 0                |                   |       |              |              |  |  |        |        |
|  | Zwitserland        | 0                |                   |       |              |              |  |  |        |        |

### Kwartfinales
|                            |               |         |                  |                                                                                 |
| 16 juli 2025 21.00 (UTC+2) | Noorwegen     | 1 – 2   | Italië           | Stade de Genève, Genève Toeschouwers: 26.276 Scheidsrechter: Stéphanie Frappart |
| 16 juli 2025 21.00 (UTC+2) | Hegerberg 66' | Verslag | 50', 90' Girelli | Stade de Genève, Genève Toeschouwers: 26.276 Scheidsrechter: Stéphanie Frappart |

|                            |                                                                |              |                                                 |                                                                             |
| 17 juli 2025 21.00 (UTC+2) | Zweden                                                         | 2 – 2 (n.v.) | Engeland                                        | Letzigrund, Zürich Toeschouwers: 22.397 Scheidsrechter: Marta Huerta de Aza |
| 17 juli 2025 21.00 (UTC+2) | Asllani 2' Blackstenius 25'                                    | Verslag      | 79' Bronze 81' Agyemang                         | Letzigrund, Zürich Toeschouwers: 22.397 Scheidsrechter: Marta Huerta de Aza |
| 17 juli 2025 21.00 (UTC+2) | Strafschoppen                                                  |              |                                                 | Letzigrund, Zürich Toeschouwers: 22.397 Scheidsrechter: Marta Huerta de Aza |
| 17 juli 2025 21.00 (UTC+2) | Angeldahl Zigiotti Olme Eriksson Björn Falk Jakobsson Holmberg | 2 – 3        | Russo James Mead Greenwood Kelly Clinton Bronze | Letzigrund, Zürich Toeschouwers: 22.397 Scheidsrechter: Marta Huerta de Aza |

|                            |                           |         |              |                                                                                        |
| 18 juli 2025 21.00 (UTC+2) | Spanje                    | 2 – 0   | Zwitserland  | Stadion Wankdorf, Bern Toeschouwers: 29.734 Scheidsrechter: Maria Sole Ferrieri Caputi |
| 18 juli 2025 21.00 (UTC+2) | Del Castillo 66' Pina 71' | Verslag | 90+2' Maritz | Stadion Wankdorf, Bern Toeschouwers: 29.734 Scheidsrechter: Maria Sole Ferrieri Caputi |

|                            |                                                                  |              |                                                 |                                                                          |
| 19 juli 2025 21.00 (UTC+2) | Frankrijk                                                        | 1 – 1 (n.v.) | Duitsland                                       | St. Jakob-Park, Bazel Toeschouwers: 34.128 Scheidsrechter: Tess Olofsson |
| 19 juli 2025 21.00 (UTC+2) | Geyoro 15' (pen.)                                                | Verslag      | 13' Hendrich 25' Nüsken                         | St. Jakob-Park, Bazel Toeschouwers: 34.128 Scheidsrechter: Tess Olofsson |
| 19 juli 2025 21.00 (UTC+2) | Strafschoppen                                                    |              |                                                 | St. Jakob-Park, Bazel Toeschouwers: 34.128 Scheidsrechter: Tess Olofsson |
| 19 juli 2025 21.00 (UTC+2) | Majri Karchaoui Malard Baltimore Jean-François N'Dongala Sombath | 5 – 6        | Minge Dallmann Knaak Däbritz Berger Bühl Nüsken | St. Jakob-Park, Bazel Toeschouwers: 34.128 Scheidsrechter: Tess Olofsson |

### Halve finales
|                            |                           |              |              |                                                                              |
| 22 juli 2025 21.00 (UTC+2) | Engeland                  | 2 – 1 (n.v.) | Italië       | Stade de Genève, Genève Toeschouwers: 26.539 Scheidsrechter: Ivana Martinčić |
| 22 juli 2025 21.00 (UTC+2) | Agyemang 90+6' Kelly 119' | Verslag      | 33' Bonansea | Stade de Genève, Genève Toeschouwers: 26.539 Scheidsrechter: Ivana Martinčić |

|                            |           |              |              |                                                                             |
| 23 juli 2025 21.00 (UTC+2) | Duitsland | 0 – 1 (n.v.) | Spanje       | Letzigrund, Zürich Toeschouwers: 22.432 Scheidsrechter: Edina Alves Batista |
| 23 juli 2025 21.00 (UTC+2) |           | Verslag      | 113' Bonmatí | Letzigrund, Zürich Toeschouwers: 22.432 Scheidsrechter: Edina Alves Batista |

### Finale
|                            |                                         |              |                                       |                                                                               |
| 27 juli 2025 18.00 (UTC+2) | Engeland                                | 1 – 1 (n.v.) | Spanje                                | St. Jakob-Park, Bazel Toeschouwers: 34.203 Scheidsrechter: Stéphanie Frappart |
| 27 juli 2025 18.00 (UTC+2) | Russo 57'                               | Verslag      | 25' Caldentey                         | St. Jakob-Park, Bazel Toeschouwers: 34.203 Scheidsrechter: Stéphanie Frappart |
| 27 juli 2025 18.00 (UTC+2) | Strafschoppen                           |              |                                       | St. Jakob-Park, Bazel Toeschouwers: 34.203 Scheidsrechter: Stéphanie Frappart |
| 27 juli 2025 18.00 (UTC+2) | Mead Greenwood Charles Williamson Kelly | 3 – 1        | Guijarro Caldentey Bonmatí Paralluelo | St. Jakob-Park, Bazel Toeschouwers: 34.203 Scheidsrechter: Stéphanie Frappart |

## Statistieken

### Doelpuntenmakers
4 doelpunten
- Esther González

3 doelpunten
- Cristiana Girelli
- Alèxia Putellas
- Stina Blackstenius

2 doelpunten
- Jule Brand
- Sjoeke Nüsken
- Lea Schüller
- Michelle Agyemang
- Lauren James
- Alessia Russo
- Georgia Stanway
- Ella Toone
- Delphine Cascarino
- Grace Geyoro
- Marie-Antoinette Katoto
- Victoria Pelova
- Signe Gaupset
- Ada Hegerberg
- Frida Maanum
- Mariona Caldentey
- Athenea del Castillo
- Clàudia Pina
- Kosovare Asllani
- Lina Hurtig

1 doelpunt
- Janice Cayman
- Hannah Eurlings
- Justine Vanhaevermaet
- Tessa Wullaert
- Signe Bruun
- Janni Thomsen
- Amalie Vangsgaard
- Agnes Beever-Jones
- Lucy Bronze
- Lauren Hemp
- Chloe Kelly
- Beth Mead
- Keira Walsh
- Katariina Kosola
- Natalia Kuikka
- Oona Sevenius
- Sandy Baltimore
- Kadidiatou Diani
- Sakina Karchaoui
- Amel Majri
- Clara Matéo
- Sandie Toletti
- Hlín Eiríksdóttir
- Sveindís Jane Jónsdóttir
- Glódís Perla Viggósdóttir
- Barbara Bonansea
- Arianna Caruso
- Elisabetta Oliviero
- Esmee Brugts
- Vivianne Miedema
- Caroline Graham Hansen
- Natalia Padilla
- Ewa Pajor
- Martyna Wiankowska
- Telma Encarnação
- Diana Gomes
- Aitana Bonmatí
- Patricia Guijarro
- Vicky López
- Cristina Martín-Prieto
- Irene Paredes
- Hannah Cain
- Jessica Fishlock
- Filippa Angeldahl
- Smilla Holmberg
- Fridolina Rolfö
- Nadine Riesen
- Géraldine Reuteler
- Alayah Pilgrim
- Riola Xhemaili

1 eigen doelpunt
- Eva Nyström (tegen Noorwegen)
- Selma Bacha (tegen Nederland)
- Julia Stierli (tegen Noorwegen)

### Rode kaarten
1 rode kaart
- Kathrin Hendrich (direct rood tegen Frankrijk)
- Carlotta Wamser (direct rood tegen Zweden)
- Hildur Antonsdóttir (2× geel tegen Finland)
- Marit Bratberg Lund (2× geel tegen IJsland)
- Ana Borges (2× geel tegen Italië)
- Noelle Maritz (direct rood tegen Spanje)